# Cristian Chivu
Cristian Eugen Chivu (Reșița, 26 ottobre 1980) è un allenatore di calcio ed ex calciatore rumeno, di ruolo difensore, tecnico dell'Inter.

## Biografia
È sposato dal 2008 con Adelina Elisei, ex modella e conduttrice televisiva. La coppia ha due figlie.

## Caratteristiche tecniche
Difensore centrale, all'occorrenza poteva ricoprire anche i ruoli di terzino sinistro e mediano. Era, inoltre, un buon tiratore di calci di punizione.

## Carriera

### Club

#### Gli inizi, Ajax
Inizia come professionista in Romania, prima nel CSM Reșița, club della sua città natale, dove gioca una stagione, e più tardi nell'U Craiova, dove ne gioca un'altra.

Chivu con la maglia dell' e la fascia da capitano, in duello con il romanista Emerson, nel 2003

Nel 1999 viene notato dagli osservatori dell'Ajax, che decide di acquistarlo. Ad Amsterdam si afferma giocando da difensore centrale e si fa notare per le sue doti di leadership. Anche Ronald Koeman, all'epoca tecnico della squadra olandese, si rende conto dell'autorità del rumeno in campo e lo fa capitano nel 2001, a soli 21 anni. Con Chivu capitano, l'Ajax vince il campionato e la Coppa nazionale nella stagione 2001-2002, conquistando poi la Supercoppa dei Paesi Bassi all'inizio dell'annata successiva. Il rumeno è anche uno dei protagonisti del raggiungimento dei quarti di finale della UEFA Champions League nell'edizione 2002-2003.

#### Roma
Nel 2003 Chivu viene ingaggiato dalla Roma per 18 milioni di euro. Nella prima stagione nella squadra giallorossa, Chivu si esprime ad altissimi livelli, e crea col compagno di reparto Walter Samuel un'ottima intesa tanto che, a fine campionato, la difesa della Roma risulta essere la meno battuta del torneo; tuttavia, la Roma non riesce a vincere il campionato ed arriva seconda dietro al Milan. All'inizio della stagione 2004-2005 il difensore rumeno si infortuna e rimane fuori dal campo di gioco fino a primavera. Nelle due successive stagioni fa coppia con Philippe Mexès e vince una Coppa Italia. Durante la sua militanza giallorossa è stato spesso soprannominato Swarovski o Cristal Chivu a causa della sua fragilità muscolare.

#### Inter

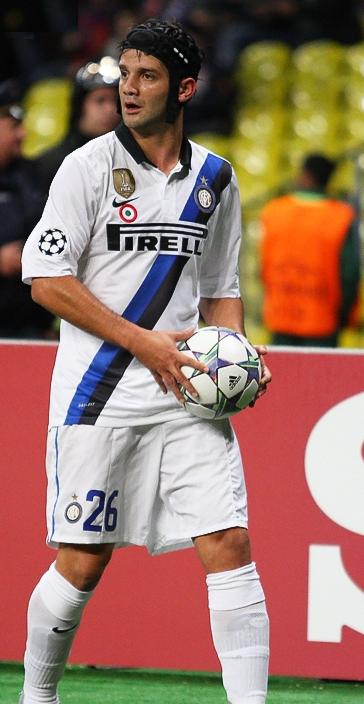
Chivu all' nel 2011

Il 28 luglio 2007, dopo una lunga e difficile trattativa, l'Inter comunica ufficialmente l'ingaggio del difensore rumeno, che firma un contratto fino al 30 giugno 2012. Il costo dell'operazione è di 16 milioni di euro (13 milioni più la compartecipazione di Marco Andreolli). Il 19 agosto 2007 esordisce con la maglia dell'Inter proprio contro la Roma, nella finale di Supercoppa italiana persa per 1-0. Alla prima stagione in nerazzurro vince il campionato, sebbene l'annata sia contrassegnata da problemi alla spalla. Nelle due stagioni successive è tra i giocatori più utilizzati, tanto da Roberto Mancini quanto dal suo successore José Mourinho, e conquista altrettanti campionati.
Il 6 gennaio 2010, in una partita contro il Chievo del campionato 2009-2010, riporta una grave frattura del cranio in uno scontro fortuito con l'attaccante clivense Sergio Pellissier. Viene portato in terapia intensiva a causa del trauma cranico e operato il giorno stesso. Torna in campo il 24 marzo seguente, nella partita casalinga contro il Livorno; da allora, per tutto il resto della carriera, giocherà sempre indossando un caschetto protettivo, analogamente a quanto fatto dal portiere Petr Čech a seguito di un incidente analogo. Il 24 aprile, nella partita di campionato contro l'Atalanta vinta per 3-1, segna il primo gol in nerazzurro dopo 65 presenze, grazie ad un potente sinistro da fuori area. Nella stagione 2009-2010 è protagonista dello storico Triplete conquistato dai nerazzurri, vincendo campionato, Coppa Italia e UEFA Champions League nella finale di Madrid contro il Bayern Monaco, disputata da titolare.
Il 3 febbraio 2011, nella gara di campionato vinta per 3-0 contro il Bari, colpisce al volto con un pugno il difensore Marco Rossi. Scusatosi nel post-partita, viene comunque squalificato con la prova TV per quattro giornate mentre l'Inter rinuncia a fare ricorso. Subisce un'altra espulsione a seguito di un fallo commesso sull'attaccante del Milan Alexandre Pato durante il derby disputatosi il 2 aprile dello stesso anno. Il 22 gennaio 2012, in occasione della partita contro la Lazio, gioca la sua partita numero 100 in Serie A con i nerazzurri.
All'inizio della stagione 2012-2013, in scadenza di contratto, firma un rinnovo biennale con opzione per il terzo anno, riducendosi l'ingaggio. Nel corso di questa stagione, viene impiegato dall'allenatore Andrea Stramaccioni più come difensore centrale che come terzino. Il 2 agosto 2012, nel corso della partita di andata del terzo turno di qualificazione dell'Europa League contro l'Hajduk Spalato, subisce una lussazione post-traumatica al secondo dito del piede destro. A settembre, ormai prossimo al rientro, è costretto ad operarsi. Ritorna in campo dopo più di quattro mesi, il 18 dicembre giocando da titolare in Inter-Verona (2-0) di Coppa Italia e, date anche le assenze di Javier Zanetti, Esteban Cambiasso e Walter Samuel, indossa per la prima volta la fascia di capitano della squadra nerazzurra. Il 27 gennaio segna il suo primo gol stagionale su punizione contro il Torino, nella partita pareggiata poi per 2-2.
Il 20 agosto a Miami viene operato al piede destro per un problema al mignolo, non riuscendo a recuperare ed anzi andando incontro a una riacutizzazione del dolore, che lo costringe a operarsi al piede per la terza volta nel febbraio 2014. Il 31 marzo seguente la società e il giocatore comunicano la risoluzione consensuale del contratto. Chivu lascia così l'Inter, e contestualmente il calcio giocato, dopo sette stagioni (con 169 presenze e 3 gol) ed aver vinto tre campionati, due Coppe Italia, due Supercoppe italiane, una UEFA Champions League e una Coppa del mondo per club FIFA, salutando i tifosi a San Siro prima del match tra Inter e Bologna del 5 aprile 2014.

### Nazionale

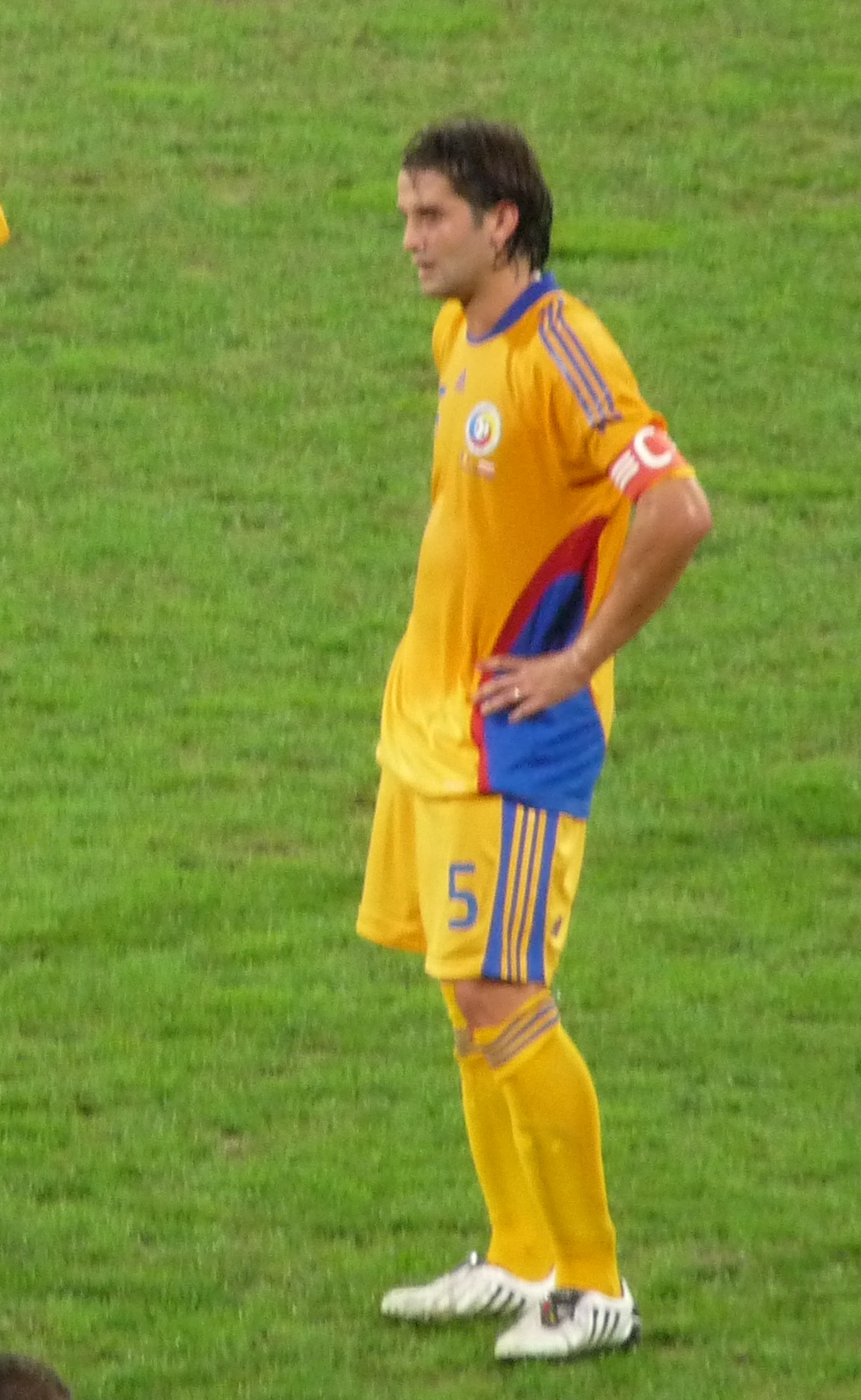
Chivu con la nazionale rumena nel 2009

Esordisce con la Romania nel 1999 ma si mette in luce agli campionato d'Europa 2000, giocando nella posizione di terzino sinistro. Segna una rete contro l'Inghilterra.
Viene convocato anche per il campionato d'Europa 2008.
Il 21 maggio 2011 annuncia il suo ritiro dalla nazionale, a causa dell'età e dei molteplici infortuni subiti. La sua ultima presenza è nell'amichevole del 17 novembre 2010 con l'Italia (nazionale che aveva già affrontato per due volte agli Europei). Chiude con 75 presenze e 3 gol in nazionale.

### Allenatore

#### Giovanili dell'Inter
Dopo una breve parentesi nel 2014 come commentatore per Sky Sport, nell'autunno 2017 inizia a seguire il corso speciale per allenatori UEFA, che abilita all'allenamento di tutte le formazioni giovanili, alle prime squadre fino alla Serie C, e alla posizione di allenatore in seconda in Serie B e Serie A. Il 15 dicembre di quell’anno consegue la licenza.
Nel luglio 2018 diventa allenatore della formazione Under-14 dell'Inter. Nella stagione 2019-2020 viene promosso alla guida della formazione Under-17. Nel settembre 2020 ottiene l'abilitazione per Allenatore Professionista di Prima Categoria - UEFA Pro. Nella stagione 2020-2021 allena la formazione Under-18, raggiungendo la semifinale del campionato di categoria.
Il 1º luglio 2021 viene annunciato come nuovo tecnico della formazione Primavera in sostituzione di Armando Madonna. In Coppa Italia la squadra esce agli ottavi di finale per mano del Sassuolo, mentre in Youth League si ferma agli spareggi play-off contro lo Žilina. In campionato, dopo il secondo posto ottenuto nella stagione regolare, i nerazzurri superano prima il Cagliari in semifinale e poi la Roma in finale, conquistando il decimo titolo della loro storia.
Il 25 gennaio 2023, perde la Supercoppa Primavera contro la Fiorentina. In campionato manca la qualificazione ai play-off arrivando settimo, in Youth League esce ai play-off per mano del Ruch L'viv mentre in Coppa Italia viene eliminato dalla Roma poi vincitrice del torneo.
Nella stagione 2023-2024 viene eliminato dal Torino ai quarti di Coppa Italia e dall'Olympiacos ancora ai play-off di Youth League; arriva invece primo in campionato ma viene eliminato in semifinale scudetto e, al termine della gara, annuncia la propria intenzione di lasciare la panchina della Primavera nerazzurra.

#### Parma
Il 18 febbraio 2025 viene nominato nuovo tecnico del Parma, neopromosso in Serie A, in quel momento terzultimo in campionato con 20 punti, in sostituzione dell'esonerato Fabio Pecchia. Quattro giorni dopo vince per 2-0 contro il Bologna nel derby dell'Emilia. Dal suo avvento sulla panchina dei gialloblù, la squadra risale la classifica e si porta fuori dalla zona retrocessione, riuscendo anche a fare risultato contro squadre più quotate come Inter (2-2), Juventus (1-0), Lazio (2-2) e Napoli (0-0). Con la vittoria esterna all'ultima giornata contro l'Atalanta per 3-2, i ducali certificano la salvezza, terminando al 16º posto in classifica con 36 punti. Al termine della stagione, risolve il proprio contratto con la società gialloblù.

#### Inter
Il 9 giugno 2025 viene ufficializzato come nuovo allenatore dell'Inter, in sostituzione di Simone Inzaghi; con la società nerazzurra firma un contratto biennale, valido fino al 2027. Esordisce sulla panchina nerazzurra il seguente 18 giugno, nella partita pareggiata 1-1 contro i messicani del Monterrey valida per la fase a gironi della Coppa del mondo per club FIFA. Tre giorni dopo, ottiene il primo successo con l'Inter, grazie alla vittoria in rimonta dei nerazzurri contro i giapponesi dell'Urawa Reds per 2-1, nella seconda gara del girone.
Il 30 giugno 2025, l'Inter perde per 2-0 contro il Fluminense, venendo così eliminata dalla competizione.

## Statistiche

### Statistiche da giocatore

#### Presenze e reti nei club
| Stagione                     | Squadra                      | Campionato                   | Campionato | Campionato | Coppe nazionali | Coppe nazionali | Coppe nazionali | Coppe continentali | Coppe continentali | Coppe continentali | Altre coppe | Altre coppe | Altre coppe | Totale | Totale |
| Stagione                     | Squadra                      | Comp                         | Pres       | Reti       | Comp            | Pres            | Reti            | Comp               | Pres               | Reti               | Comp        | Pres        | Reti        | Pres   | Reti   |
| ---------------------------- | ---------------------------- | ---------------------------- | ---------- | ---------- | --------------- | --------------- | --------------- | ------------------ | ------------------ | ------------------ | ----------- | ----------- | ----------- | ------ | ------ |
| 1997-1998                    | CSM Reșița                   | Div A                        | 24         | 2          | CR              | -               | -               | -                  | -                  | -                  | -           | -           | -           | 24     | 2      |
| 1998-1999                    | Universitatea Craiova        | Div A                        | 26         | 3          | CR              | -               | -               | -                  | -                  | -                  | -           | -           | -           | 26     | 3      |
| lug.-ago. 1999               | Universitatea Craiova        | Div A                        | 6          | 0          | CR              | -               | -               | -                  | -                  | -                  | -           | -           | -           | 6      | 0      |
| Totale Universitatea Craiova | Totale Universitatea Craiova | Totale Universitatea Craiova | 32         | 3          |                 | 0               | 0               |                    | -                  | -                  |             | -           | -           | 32     | 3      |
| 1999-2000                    | Ajax                         | ED                           | 23         | 1          | CO              | 1               | 0               | CU                 | 4                  | 0                  | -           | -           | -           | 28     | 1      |
| 2000-2001                    | Ajax                         | ED                           | 26         | 5          | CO              | 0               | 0               | CU                 | 4                  | 0                  | -           | -           | -           | 30     | 5      |
| 2001-2002                    | Ajax                         | ED                           | 32         | 1          | CO              | 4               | 0               | UCL+CU             | 2+4                | 0                  | -           | -           | -           | 42     | 1      |
| 2002-2003                    | Ajax                         | ED                           | 26         | 6          | CO              | 3               | 0               | UCL                | 12                 | 0                  | SO          | 1           | 0           | 42     | 6      |
| Totale Ajax                  | Totale Ajax                  | Totale Ajax                  | 107        | 13         |                 | 8               | 0               |                    | 26                 | 0                  |             | 1           | 0           | 142    | 13     |
| 2003-2004                    | Roma                         | A                            | 22         | 2          | CI              | 2               | 0               | CU                 | 5                  | 0                  | -           | -           | -           | 29     | 2      |
| 2004-2005                    | Roma                         | A                            | 10         | 2          | CI              | 4               | 0               | UCL                | 1                  | 0                  | -           | -           | -           | 15     | 2      |
| 2005-2006                    | Roma                         | A                            | 27         | 2          | CI              | 7               | 0               | UCL                | 4                  | 0                  | -           | -           | -           | 36     | 2      |
| 2006-2007                    | Roma                         | A                            | 26         | 0          | CI              | 7               | 0               | UCL                | 8                  | 0                  | SI          | 1           | 0           | 42     | 0      |
| Totale Roma                  | Totale Roma                  | Totale Roma                  | 85         | 6          |                 | 20              | 0               |                    | 18                 | 0                  |             | 1           | 0           | 124    | 6      |
| 2007-2008                    | Inter                        | A                            | 26         | 0          | CI              | 3               | 0               | UCL                | 6                  | 0                  | SI          | 1           | 0           | 36     | 0      |
| 2008-2009                    | Inter                        | A                            | 21         | 0          | CI              | 3               | 0               | UCL                | 2                  | 0                  | SI          | 0           | 0           | 26     | 0      |
| 2009-2010                    | Inter                        | A                            | 20         | 1          | CI              | 3               | 0               | UCL                | 9                  | 0                  | SI          | 1           | 0           | 33     | 1      |
| 2010-2011                    | Inter                        | A                            | 24         | 1          | CI              | 3               | 0               | UCL                | 6                  | 0                  | SI+SU+Cmc   | 1+1+2       | 0           | 36     | 1      |
| 2011-2012                    | Inter                        | A                            | 14         | 0          | CI              | 1               | 0               | UCL                | 6                  | 0                  | SI          | 1           | 0           | 22     | 0      |
| 2012-2013                    | Inter                        | A                            | 10         | 1          | CI              | 2               | 0               | UEL                | 3                  | 0                  | -           | -           | -           | 15     | 1      |
| 2013-2014                    | Inter                        | A                            | 0          | 0          | CI              | 0               | 0               | -                  | -                  | -                  | -           | -           | -           | 0      | 0      |
| Totale Inter                 | Totale Inter                 | Totale Inter                 | 115        | 3          |                 | 15              | 0               |                    | 32                 | 0                  |             | 7           | 0           | 169    | 3      |
| Totale carriera              | Totale carriera              | Totale carriera              | 363        | 27         |                 | 43              | 0               |                    | 76                 | 0                  |             | 9           | 0           | 491    | 27     |

#### Cronologia presenze e reti in nazionale
| Cronologia completa delle presenze e delle reti in nazionale ― Romania | Cronologia completa delle presenze e delle reti in nazionale ― Romania | Cronologia completa delle presenze e delle reti in nazionale ― Romania | Cronologia completa delle presenze e delle reti in nazionale ― Romania | Cronologia completa delle presenze e delle reti in nazionale ― Romania | Cronologia completa delle presenze e delle reti in nazionale ― Romania | Cronologia completa delle presenze e delle reti in nazionale ― Romania | Cronologia completa delle presenze e delle reti in nazionale ― Romania |
| Data                                                                   | Città                                                                  | In casa                                                                | Risultato                                                              | Ospiti                                                                 | Competizione                                                           | Reti                                                                   | Note                                                                   |
| ---------------------------------------------------------------------- | ---------------------------------------------------------------------- | ---------------------------------------------------------------------- | ---------------------------------------------------------------------- | ---------------------------------------------------------------------- | ---------------------------------------------------------------------- | ---------------------------------------------------------------------- | ---------------------------------------------------------------------- |
| 18-9-1999                                                              | Limassol                                                               | Cipro                                                                  | 2 – 2                                                                  | Romania                                                                | Amichevole                                                             | -                                                                      | 78’                                                                    |
| 26-4-2000                                                              | Costanza                                                               | Romania                                                                | 2 – 0                                                                  | Cipro                                                                  | Amichevole                                                             | -                                                                      | 46’                                                                    |
| 27-5-2000                                                              | Amsterdam                                                              | Paesi Bassi                                                            | 2 – 1                                                                  | Romania                                                                | Amichevole                                                             | -                                                                      |                                                                        |
| 3-6-2000                                                               | Bucarest                                                               | Romania                                                                | 2 – 1                                                                  | Grecia                                                                 | Amichevole                                                             | -                                                                      | 74’                                                                    |
| 12-6-2000                                                              | Liegi                                                                  | Germania                                                               | 1 – 1                                                                  | Romania                                                                | Euro 2000 - 1º turno                                                   | -                                                                      |                                                                        |
| 17-6-2000                                                              | Arnhem                                                                 | Romania                                                                | 0 – 1                                                                  | Portogallo                                                             | Euro 2000 - 1º turno                                                   | -                                                                      |                                                                        |
| 20-6-2000                                                              | Charleroi                                                              | Inghilterra                                                            | 2 – 3                                                                  | Romania                                                                | Euro 2000 - 1º turno                                                   | 1                                                                      | 18’                                                                    |
| 24-6-2000                                                              | Bruxelles                                                              | Italia                                                                 | 2 – 0                                                                  | Romania                                                                | Euro 2000 - Quarti di finale                                           | -                                                                      |                                                                        |
| 16-8-2000                                                              | Bucarest                                                               | Romania                                                                | 1 – 1                                                                  | Polonia                                                                | Amichevole                                                             | -                                                                      | 44’                                                                    |
| 3-9-2000                                                               | Bucarest                                                               | Romania                                                                | 1 – 0                                                                  | Lituania                                                               | Qual. Mondiali 2002                                                    | -                                                                      |                                                                        |
| 7-10-2000                                                              | Milano                                                                 | Italia                                                                 | 3 – 0                                                                  | Romania                                                                | Qual. Mondiali 2002                                                    | -                                                                      |                                                                        |
| 28-2-2001                                                              | Nicosia                                                                | Romania                                                                | 3 – 0                                                                  | Lituania                                                               | Torneo di Cipro 2001 - Finale                                          | -                                                                      | 46’                                                                    |
| 28-3-2001                                                              | Tbilisi                                                                | Georgia                                                                | 0 – 2                                                                  | Romania                                                                | Qual. Mondiali 2002                                                    | -                                                                      | cap. 43’                                                               |
| 2-6-2001                                                               | Bucarest                                                               | Romania                                                                | 2 – 0                                                                  | Ungheria                                                               | Qual. Mondiali 2002                                                    | -                                                                      | cap.                                                                   |
| 6-6-2001                                                               | Kaunas                                                                 | Lituania                                                               | 1 – 2                                                                  | Romania                                                                | Qual. Mondiali 2002                                                    | -                                                                      | cap.                                                                   |
| 15-8-2001                                                              | Lubiana                                                                | Slovenia                                                               | 2 – 2                                                                  | Romania                                                                | Amichevole                                                             | -                                                                      |                                                                        |
| 5-9-2001                                                               | Budapest                                                               | Ungheria                                                               | 0 – 2                                                                  | Romania                                                                | Qual. Mondiali 2002                                                    | -                                                                      |                                                                        |
| 10-11-2001                                                             | Lubiana                                                                | Slovenia                                                               | 2 – 1                                                                  | Romania                                                                | Qual. Mondiali 2002                                                    | -                                                                      |                                                                        |
| 14-11-2001                                                             | Bucarest                                                               | Romania                                                                | 1 – 1                                                                  | Slovenia                                                               | Qual. Mondiali 2002                                                    | -                                                                      |                                                                        |
| 13-2-2002                                                              | Saint-Denis                                                            | Francia                                                                | 2 – 1                                                                  | Romania                                                                | Amichevole                                                             | -                                                                      |                                                                        |
| 27-3-2002                                                              | Costanza                                                               | Romania                                                                | 4 – 1                                                                  | Ucraina                                                                | Amichevole                                                             | -                                                                      | 46’                                                                    |
| 21-8-2002                                                              | Costanza                                                               | Romania                                                                | 0 – 1                                                                  | Grecia                                                                 | Amichevole                                                             | -                                                                      |                                                                        |
| 7-9-2002                                                               | Sarajevo                                                               | Bosnia ed Erzegovina                                                   | 0 – 3                                                                  | Romania                                                                | Qual. Euro 2004                                                        | 1                                                                      |                                                                        |
| 12-10-2002                                                             | Bucarest                                                               | Romania                                                                | 0 – 1                                                                  | Norvegia                                                               | Qual. Euro 2004                                                        | -                                                                      | 16’                                                                    |
| 20-11-2002                                                             | Timișoara                                                              | Romania                                                                | 0 – 1                                                                  | Croazia                                                                | Amichevole                                                             | -                                                                      |                                                                        |
| 12-2-2003                                                              | Larnaca                                                                | Romania                                                                | 2 – 1                                                                  | Slovacchia                                                             | Torneo di Cipro 2003 - Semifinale                                      | -                                                                      |                                                                        |
| 29-3-2003                                                              | Bucarest                                                               | Romania                                                                | 2 – 5                                                                  | Danimarca                                                              | Qual. Euro 2004                                                        | -                                                                      |                                                                        |
| 30-4-2003                                                              | Kaunas                                                                 | Lituania                                                               | 0 – 1                                                                  | Romania                                                                | Amichevole                                                             | -                                                                      | cap.                                                                   |
| 7-6-2003                                                               | Craiova                                                                | Romania                                                                | 2 – 0                                                                  | Bosnia ed Erzegovina                                                   | Qual. Euro 2004                                                        | -                                                                      | cap.                                                                   |
| 11-6-2003                                                              | Oslo                                                                   | Norvegia                                                               | 1 – 1                                                                  | Romania                                                                | Qual. Euro 2004                                                        | -                                                                      | cap.                                                                   |
| 20-8-2003                                                              | Donec'k                                                                | Ucraina                                                                | 0 – 2                                                                  | Romania                                                                | Amichevole                                                             | -                                                                      | cap.                                                                   |
| 6-9-2003                                                               | Ploiești                                                               | Romania                                                                | 4 – 0                                                                  | Lussemburgo                                                            | Qual. Euro 2004                                                        | -                                                                      | cap. 46’                                                               |
| 10-9-2003                                                              | Copenaghen                                                             | Danimarca                                                              | 2 – 2                                                                  | Romania                                                                | Qual. Euro 2004                                                        | -                                                                      | cap.                                                                   |
| 11-10-2003                                                             | Bucarest                                                               | Romania                                                                | 1 – 1                                                                  | Giappone                                                               | Amichevole                                                             | -                                                                      | cap.                                                                   |
| 31-3-2004                                                              | Glasgow                                                                | Scozia                                                                 | 1 – 2                                                                  | Romania                                                                | Amichevole                                                             | 1                                                                      | cap.                                                                   |
| 28-4-2004                                                              | Bucarest                                                               | Romania                                                                | 5 – 1                                                                  | Germania                                                               | Amichevole                                                             | -                                                                      | cap. 33’                                                               |
| 26-3-2005                                                              | Bucarest                                                               | Romania                                                                | 0 – 2                                                                  | Paesi Bassi                                                            | Qual. Mondiali 2006                                                    | -                                                                      | cap.                                                                   |
| 30-3-2005                                                              | Skopje                                                                 | Macedonia                                                              | 1 – 2                                                                  | Romania                                                                | Qual. Mondiali 2006                                                    | -                                                                      | cap. 46’                                                               |
| 4-6-2005                                                               | Rotterdam                                                              | Paesi Bassi                                                            | 2 – 0                                                                  | Romania                                                                | Qual. Mondiali 2006                                                    | -                                                                      | cap. 18’                                                               |
| 8-6-2005                                                               | Costanza                                                               | Romania                                                                | 3 – 0                                                                  | Armenia                                                                | Qual. Mondiali 2006                                                    | -                                                                      | cap.                                                                   |
| 17-8-2005                                                              | Costanza                                                               | Romania                                                                | 2 – 0                                                                  | Andorra                                                                | Qual. Mondiali 2006                                                    | -                                                                      | cap.                                                                   |
| 3-9-2005                                                               | Costanza                                                               | Romania                                                                | 2 – 0                                                                  | Rep. Ceca                                                              | Qual. Mondiali 2006                                                    | -                                                                      | cap. 69’                                                               |
| 1-3-2006                                                               | Larnaca                                                                | Romania                                                                | 2 – 0                                                                  | Slovenia                                                               | Amichevole                                                             | -                                                                      | cap. 88’                                                               |
| 16-8-2006                                                              | Costanza                                                               | Romania                                                                | 2 – 0                                                                  | Cipro                                                                  | Amichevole                                                             | -                                                                      | cap. 67’                                                               |
| 2-9-2006                                                               | Costanza                                                               | Romania                                                                | 2 – 2                                                                  | Bulgaria                                                               | Qual. Euro 2008                                                        | -                                                                      | cap.                                                                   |
| 6-9-2006                                                               | Tirana                                                                 | Albania                                                                | 0 – 2                                                                  | Romania                                                                | Qual. Euro 2008                                                        | -                                                                      | cap.                                                                   |
| 7-10-2006                                                              | Bucarest                                                               | Romania                                                                | 3 – 1                                                                  | Bielorussia                                                            | Qual. Euro 2008                                                        | -                                                                      | cap.                                                                   |
| 15-11-2006                                                             | Cadice                                                                 | Spagna                                                                 | 0 – 1                                                                  | Romania                                                                | Amichevole                                                             | -                                                                      | cap. 86’                                                               |
| 2-6-2007                                                               | Celje                                                                  | Slovenia                                                               | 1 – 2                                                                  | Romania                                                                | Qual. Euro 2008                                                        | -                                                                      | cap.                                                                   |
| 6-6-2007                                                               | Timișoara                                                              | Romania                                                                | 2 – 0                                                                  | Slovenia                                                               | Qual. Euro 2008                                                        | -                                                                      | cap.                                                                   |
| 22-8-2007                                                              | Bucarest                                                               | Romania                                                                | 2 – 0                                                                  | Turchia                                                                | Amichevole                                                             | -                                                                      | cap. 67’                                                               |
| 8-9-2007                                                               | Minsk                                                                  | Bielorussia                                                            | 1 – 3                                                                  | Romania                                                                | Qual. Euro 2008                                                        | -                                                                      | cap. 83’                                                               |
| 12-9-2007                                                              | Colonia                                                                | Germania                                                               | 3 – 1                                                                  | Romania                                                                | Amichevole                                                             | -                                                                      | cap. 24’                                                               |
| 13-10-2007                                                             | Costanza                                                               | Romania                                                                | 1 – 0                                                                  | Paesi Bassi                                                            | Qual. Euro 2008                                                        | -                                                                      | cap.                                                                   |
| 17-10-2007                                                             | Lussemburgo                                                            | Lussemburgo                                                            | 0 – 2                                                                  | Romania                                                                | Qual. Euro 2008                                                        | -                                                                      | cap. 87’                                                               |
| 17-11-2007                                                             | Sofia                                                                  | Bulgaria                                                               | 1 – 0                                                                  | Romania                                                                | Qual. Euro 2008                                                        | -                                                                      | cap.                                                                   |
| 6-2-2008                                                               | Tel Aviv                                                               | Israele                                                                | 1 – 0                                                                  | Romania                                                                | Amichevole                                                             | -                                                                      | cap.                                                                   |
| 26-3-2008                                                              | Bucarest                                                               | Romania                                                                | 3 – 0                                                                  | Russia                                                                 | Amichevole                                                             | -                                                                      | cap. 46’                                                               |
| 31-5-2008                                                              | Bucarest                                                               | Romania                                                                | 4 – 0                                                                  | Montenegro                                                             | Amichevole                                                             | -                                                                      | cap. 46’                                                               |
| 9-6-2008                                                               | Zurigo                                                                 | Romania                                                                | 0 – 0                                                                  | Francia                                                                | Euro 2008 - 1º turno                                                   | -                                                                      | cap.                                                                   |
| 13-6-2008                                                              | Zurigo                                                                 | Italia                                                                 | 1 – 1                                                                  | Romania                                                                | Euro 2008 - 1º turno                                                   | -                                                                      | cap. 58’                                                               |
| 17-6-2008                                                              | Berna                                                                  | Paesi Bassi                                                            | 2 – 0                                                                  | Romania                                                                | Euro 2008 - 1º turno                                                   | -                                                                      | cap. 78’                                                               |
| 11-10-2008                                                             | Costanza                                                               | Romania                                                                | 2 – 2                                                                  | Francia                                                                | Qual. Mondiali 2010                                                    | -                                                                      | cap.                                                                   |
| 6-6-2009                                                               | Marijampolė                                                            | Lituania                                                               | 0 – 1                                                                  | Romania                                                                | Qual. Mondiali 2010                                                    | -                                                                      | cap.                                                                   |
| 12-8-2009                                                              | Budapest                                                               | Ungheria                                                               | 0 – 1                                                                  | Romania                                                                | Amichevole                                                             | -                                                                      | cap. 82’                                                               |
| 5-9-2009                                                               | Saint-Denis                                                            | Francia                                                                | 1 – 1                                                                  | Romania                                                                | Qual. Mondiali 2010                                                    | -                                                                      | cap.                                                                   |
| 9-9-2009                                                               | Bucarest                                                               | Romania                                                                | 1 – 1                                                                  | Austria                                                                | Amichevole                                                             | -                                                                      | cap.                                                                   |
| 10-10-2009                                                             | Belgrado                                                               | Serbia                                                                 | 5 – 0                                                                  | Romania                                                                | Qual. Mondiali 2010                                                    | -                                                                      | cap. 85’                                                               |
| 14-11-2009                                                             | Varsavia                                                               | Polonia                                                                | 0 – 1                                                                  | Romania                                                                | Amichevole                                                             | -                                                                      | cap.                                                                   |
| 29-5-2010                                                              | Leopoli                                                                | Ucraina                                                                | 3 – 2                                                                  | Romania                                                                | Amichevole                                                             | -                                                                      | cap.                                                                   |
| 2-6-2010                                                               | Villach                                                                | Romania                                                                | 0 – 1                                                                  | Macedonia                                                              | Amichevole                                                             | -                                                                      | cap.                                                                   |
| 11-8-2010                                                              | Istanbul                                                               | Turchia                                                                | 2 – 0                                                                  | Romania                                                                | Qual. Euro 2012                                                        | -                                                                      | cap. 61’                                                               |
| 7-9-2010                                                               | Minsk                                                                  | Bielorussia                                                            | 0 – 0                                                                  | Romania                                                                | Qual. Euro 2012                                                        | -                                                                      | cap.                                                                   |
| 9-10-2010                                                              | Saint-Denis                                                            | Francia                                                                | 2 – 0                                                                  | Romania                                                                | Qual. Euro 2012                                                        | -                                                                      | cap.                                                                   |
| 17-11-2010                                                             | Klagenfurt                                                             | Romania                                                                | 1 – 1                                                                  | Italia                                                                 | Amichevole                                                             | -                                                                      | cap. 16’                                                               |
| Totale                                                                 |                                                                        | Presenze                                                               | 75                                                                     |                                                                        | Reti                                                                   | 3                                                                      |                                                                        |

### Statistiche da allenatore
Statistiche aggiornate al 30 giugno 2025.
| Stagione        | Squadra         | Campionato      | Campionato | Campionato | Campionato | Campionato | Coppe nazionali | Coppe nazionali | Coppe nazionali | Coppe nazionali | Coppe nazionali | Coppe continentali | Coppe continentali | Coppe continentali | Coppe continentali | Coppe continentali | Altre coppe | Altre coppe | Altre coppe | Altre coppe | Altre coppe | Totale | Totale | Totale | Totale | % Vittorie | Piazzamento |
| Stagione        | Squadra         | Comp            | G          | V          | N          | P          | Comp            | G               | V               | N               | P               | Comp               | G                  | V                  | N                  | P                  | Comp        | G           | V           | N           | P           | G      | V      | N      | P      | %          | Piazzamento |
| --------------- | --------------- | --------------- | ---------- | ---------- | ---------- | ---------- | --------------- | --------------- | --------------- | --------------- | --------------- | ------------------ | ------------------ | ------------------ | ------------------ | ------------------ | ----------- | ----------- | ----------- | ----------- | ----------- | ------ | ------ | ------ | ------ | ---------- | ----------- |
| feb.-giu. 2025  | Parma           | A               | 13         | 3          | 7          | 3          | CI              | -               | -               | -               | -               | -                  | -                  | -                  | -                  | -                  | -           | -           | -           | -           | -           | 13     | 3      | 7      | 3      | 23,08      | Sub., 16º   |
| giu.-lug. 2025  | Inter           | A               | -          | -          | -          | -          | CI              | -               | -               | -               | -               | UCL                | -                  | -                  | -                  | -                  | SI+Cmc      | 0+4         | 2           | 1           | 1           | 4      | 2      | 1      | 1      | 50,00      | -           |
| 2025-2026       | Inter           | A               | 0          | 0          | 0          | 0          | CI              | 0               | 0               | 0               | 0               | UCL                | 0                  | 0                  | 0                  | 0                  | SI          | 0           | 0           | 0           | 0           | 0      | 0      | 0      | 0      | —          | in corso    |
| Totale Inter    | Totale Inter    | Totale Inter    | 0          | 0          | 0          | 0          |                 | 0               | 0               | 0               | 0               |                    | 0                  | 0                  | 0                  | 0                  |             | 4           | 2           | 1           | 1           | 4      | 2      | 1      | 1      | 50,00      |             |
| Totale carriera | Totale carriera | Totale carriera | 13         | 3          | 7          | 3          |                 | 0               | 0               | 0               | 0               |                    | 0                  | 0                  | 0                  | 0                  |             | 4           | 2           | 1           | 1           | 17     | 5      | 8      | 4      | 29,41      |             |

## Palmarès

### Giocatore

#### Club

##### Competizioni nazionali
- Campionato olandese: 1

Ajax: 2001-2002
- Coppa dei Paesi Bassi: 1

Ajax: 2001-2002
- Supercoppa dei Paesi Bassi: 1

Ajax: 2002
- Coppa Italia: 3

Roma: 2006-2007
Inter: 2009-2010, 2010-2011
- Campionato italiano: 3

Inter: 2007-2008, 2008-2009, 2009-2010
- Supercoppa italiana: 2

Inter: 2008, 2010

##### Competizioni internazionali
- UEFA Champions League: 1

Inter: 2009-2010
- Coppa del mondo per club: 1

Inter: 2010

#### Individuale
- Calciatore rumeno dell'anno: 3

2002, 2009, 2010
- Gouden Schoen: 1

2002
- UEFA Team of the Year: 1

2002
- Giacinto Facchetti Award nella categoria Campioni: 1

2021

### Allenatore

#### Club

##### Competizioni giovanili
- Campionato Primavera: 1

Inter: 2021-2022